# Сант Анатолија ди Нарко
Сант Анатолија ди Нарко (итал. Sant'Anatolia di Narco) је насеље у Италији у округу Перуђа, региону Умбрија.
Према процени из 2011. у насељу је живело 268 становника. Насеље се налази на надморској висини од 337 м.

## Становништво
Према резултатима пописа становништва 2011. у општини је живело 558 становника.
| 1931. | 1936. | 1951. | 1961. | 1971. | 1981. | 1991. | 2001. | 2011. |
| ----- | ----- | ----- | ----- | ----- | ----- | ----- | ----- | ----- |
| 1.077 | 1.069 | 998   | 873   | 701   | 605   | 548   | 567   | 558   |